# Мерлен, Кентен
Кенте́н Мерле́н (фр. Quentin Merlin; родился 16 мая 2002, Нант, Франция) — французский футболист, защитник клуба «Ренн».

## Футбольная карьера
Мерлен — уроженец города Нант. Впоследствии проживал в коммуне Сен-Мари-сюр-Мер. Начинал заниматься футболом в команде «Гёланд Самартен» под руководством своего отца. Является воспитанником академии «Нанта».
Сезон 2020/2021 начал во второй команде Нанта. Дебютировал за неё 22 августа 2020 года поединком против команды «Коломье», появившись на поле на замену после перерыва. До зимы выступал за «Нант-II», проведя 7 встреч, после чего главный тренер «Нанта» Раймон Доменек стал привлекать молодого футболиста к работе с основной командой. 10 февраля Мерлен дебютировал в Кубке Франции поединком против «Ланса», выйдя на замену после перерыва вместо Людовика Бласа. Доменек, который стремился подвести футболиста к выступлению среди сильнейших, встречу пропускал из-за заболевания COVID-19, а впоследствии был уволен.
19 марта 2021 года Мерлен подписал с «Нантом» свой первый профессиональный контракт. Сезон 2021/2022 он начал с основной командой. 6 августа 2021 года Мерлен дебютировал в Лиге 1, появившись на замену на 83-й минуте в поединке первого тура против «Монако».
Также выступал за сборные Франции среди юношей до 16, 17 и 18 лет.

## Статистика выступлений
| Клуб             | Сезон            | Лига             | Лига  | Лига | Кубок | Кубок | Междунар. | Междунар. | Всего | Всего |
| Клуб             | Сезон            | Лига             | Матчи | Голы | Матчи | Голы  | Матчи     | Голы      | Матчи | Голы  |
| ---------------- | ---------------- | ---------------- | ----- | ---- | ----- | ----- | --------- | --------- | ----- | ----- |
| Нант             | 2020/2021        | Лига 1           | 0     | 0    | 1     | 0     | 0         | 0         | 1     | 0     |
| Нант             | 2021/2022        | Лига 1           | 2     | 0    | 0     | 0     | 0         | 0         | 2     | 0     |
| Всего за карьеру | Всего за карьеру | Всего за карьеру | 2     | 0    | 1     | 0     | 0         | 0         | 3     | 0     |

## Достижения
«Нант»
- Обладатель Кубка Франции: 2021/22